# Nataliya Derepasko
Nataliya Derepasko, née le 16 avril 1973 à Sébastopol en URSS aujourd'hui en Ukraine, est une handballeuse internationale ukrainienne naturalisée slovène. Elle a notamment évolué au RK Krim avec qui elle a remporté deux Ligues des champions.
En 2016, elle retrouve RK Krim en tant qu'entraîneur adjoint de l'équipe réserve puis de l'équipe pro.

## Biographie
Nataliya Derepasko grandit à Sébastopol et se consacre d'abord à la nage libre jusqu'à l'âge de 10-11 ans, remportant quelques trophées. Mais ses camarades de classe et son professeur de sport Pavel Tkachenko la convainc de jouer au handball. En classe de cinquième, elle intègre à Kiev un internat de sport et un an plus tard, Igor Tourtchine, le fameux entraîneur du Spartak Kiev, l'invite à participer aux entraînements du plus grand club mondial de handball de l'époque.
Par la suite, elle intègre peu à peu l'équipe première mais après la effondrement de l'URSS et le décès brutal de Tourtchine en 1993, elle décide de quitte l'Ukraine et de rejoindre la Macédoine et le Ǵorče Petrov Skopje en 1995.
Sélectionnée en équipe nationale d'Ukraine, elle se fait remarquer au Championnat du monde 1995 où elle termine meilleure marqueuse avec 61 buts marqués. Elle accumule au moins 63 sélections
En 1997, elle rejoint le club slovène du RK Krim et va y évoluer pendant 11 saisons.
La Slovénie devient alors sa seconde maison, : elle y remporte de nombreuses compétitions nationales ainsi que la Ligue des champions en 2001, terminant également meilleure marqueuse de la compétition reine en 1999, 2003 et 2006. Elle adopte alors la nationalité slovène et intègre l'équipe nationale de Slovénie avec laquelle elle participe à quatre compétitions internationales entre 2003 et 2006.
À partir de 2008, elle rejoint l'Italie et le Pallamano Bancole où elle termine sa carrière.
En 2016, elle retrouve le RK Krim en tant qu'entraîneuse adjointe de l'équipe réserve. Par la suite, elle devient l'adjointe d'Uros Bregar en l'équipe 1 en fin de saison 2020/2021 avant de lui succéder à l'automne 2021.

## Palmarès

### En club
Compétitions internationales
- Ligue des champions (2) :
  - Vainqueur : 2001[8], 2003[9]
  - Finaliste : 1999, 2004, 2006
- Supercoupe d'Europe (2) :
  - Vainqueur : 2003, 2004.
  - Finaliste : 2006

Compétitions nationales
- Vainqueur du Championnat d'Ukraine (1) : 1992
- Vainqueur du Championnat de Macédoine (2) : 1996 et 1997
- Vainqueur de la Coupe de Macédoine (2) : 1996 et 1997
- Vainqueur du Championnat de Slovénie (11) : de 1998 à 2008
- Vainqueur de la Coupe de Slovénie (10) : de 1999 à 2008
- Supercoupe d'Italie (it) : 2008/09

### En équipes nationales
avec  Ukraine
- 11e place au Championnat d'Europe 1994
- 9e place au Championnat du monde 1995
- 9e place au Championnat d'Europe 1996
- 7e place au Championnat d'Europe 1998
- 13e place au Championnat du monde 1999

avec  Slovénie
- 8e place au Championnat du monde 2003
- 9e place au Championnat d'Europe 2004
- 14e place au Championnat du monde 2005
- 16e place au Championnat d'Europe 2006

### Récompenses individuelles
- Meilleure marqueuse du Championnat du monde 1995 avec  Ukraine
- Meilleure marqueuse de la Ligue des champions (3) : 1999 (120 buts), 2003 (78 buts) et 2006 (86 buts) ; 2e en 2004 (84 buts)